# Susan von Sury-Thomas
Susan von Sury-Thomas (geboren am 22. Mai 1961 in Kerala, Indien) ist eine Schweizer Politikerin (CVP). Sie ist Solothurner Kantonsrätin und Präsidentin der CVP Feldbrunnen-St. Niklaus.

## Leben und Arbeit
Susan von Sury-Thomas wuchs als zweitjüngstes von 12 Geschwistern im südindischen Bundesstaat Kerala auf. Sie schloss an der Universität Calicut ein Studium in Biologie / Botanik ab. In Indien lernte sie ihren künftigen Mann, den Agronomen Felix von Sury, kennen. Er war dort für die Schweizer Entwicklungshilfe tätig. Nach der Heirat folgte sie ihm in die Schweiz und erlangte die Schweizer Staatsbürgerschaft.
Susan von Sury-Thomas wirkte von 2005 bis 2015 als Gemeinderätin der Stadt Solothurn. Seit Dezember 2007 ist sie zudem Kantonsparlamentarierin. Politische Akzente setzt sie in der Gesundheits-, Sozial- und Familienpolitik. Sie präsidiert die Gesundheitskommission des Kantonsrates. 2017 wurde sie in den Gemeinderat von Feldbrunnen-St. Niklaus gewählt.
Mit ihrem Mann wohnt sie im Schloss Waldegg, das die Familie von Sury, ein altes Patriziergeschlecht, dem Kanton Solothurn vermacht hat. Das Paar hat drei erwachsene Kinder.

## Auszeichnungen
Für ihr soziales Engagement in der Schweiz und in Indien wurde Susan von Sury-Thomas am 31. Dezember 2018 in Kerala von der sozialen Reformbewegung SNDP mit einer Auszeichnung geehrt. So engagierte sie sich fürs Frauenhaus Aargau-Solothurn und ist Mitglied der kantonalen Integrationskommission. Nach den Überschwemmungen in Kerala von 2018 sammelte sie in der Schweiz Spenden.